# Буртасы (Татарстан)
 Буртасы  — деревня в Камско-Устьинском районе Татарстана. Входит в состав Красновидовского сельского поселения.

## География
Находится в западной части Татарстана на расстоянии приблизительно 24 км на север-северо-запад по прямой от районного центра поселка Камское Устье на берегу Куйбышевского водохранилища.

## Название
Происходит от названия племени Буртас.

## История
Основана в XVII веке. До революции учитывалась как два населенных пункта — Верхние Буртасы (село Рождественское-Буртасы) и Нижние Буртасы (деревня Буртасы). До 1695 оба селения принадлежали Казанскому архиерейскому дому, позднее — наследникам дворян Савельевых. В 1761 году была построена Христо-Рождественская церковь.

## Население
Постоянных жителей насчитывалось в 1782—273 души мужского пола, в 1859—773, в 1897—866, в 1908—972, в 1926—895, в 1938—846, в 1949—553, в 1958—536, в 1970—419, в 1979—340, в 1989—231. Постоянное население составляло 191 человек (русские 98 %) в 2002 году, 110 в 2010.

## Достопримечательности
Рождественская церковь, действующая.